# Dzorawank
Dzorawank – wieś w Armenii, w prowincji Gegharkunik. W 2011 roku liczyła 176 mieszkańców.